# Horst Maria Merz

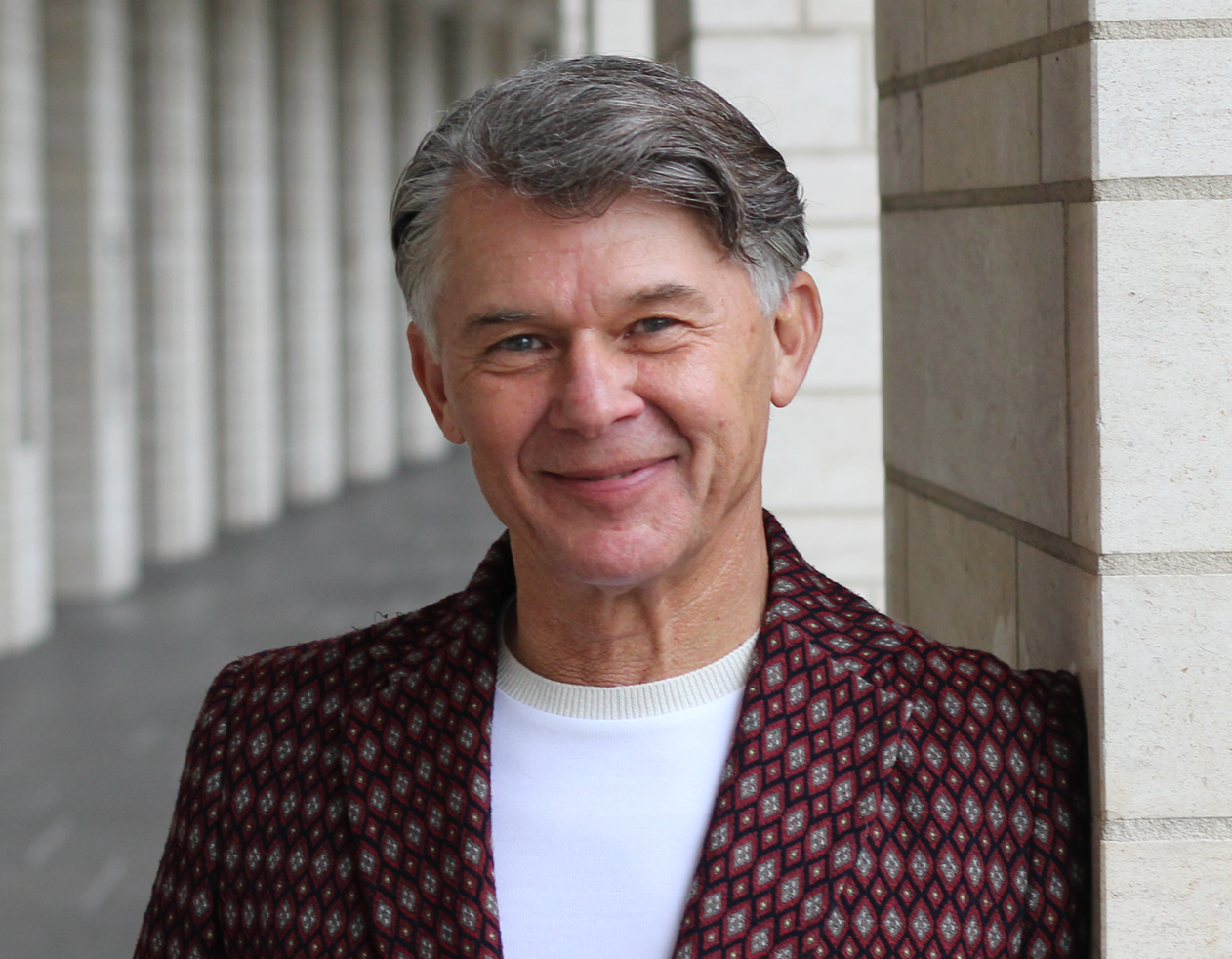
Horst Maria Merz

Horst Maria Merz (geboren 1958 in Frankfurt am Main) ist ein deutscher Pianist, Chansonnier, Schauspieler, Musikalischer Leiter und Sprecher.

## Leben
Merz absolvierte ein Lehramtsstudium für Musik an der Staatlichen Musikhochschule Karlsruhe. 1990 ging er als Korrepetitor ans Stadttheater Heilbronn. 1992–1995 übernahm er die Leitung der Schauspielmusik am Staatstheater Karlsruhe. Seit 1996 ist er freischaffend tätig als Pianist, Chansonnier, Schauspieler, musikalischer Leiter und Sprecher.

## Pianist
Als Gründungsmitglied der Berlin Comedian Harmonists war er von 1997 bis 2018 deren Pianist und spielte in über 900 Vorstellungen die Rolle des Erwin Bootz in dem Theaterstück „Veronika der Lenz ist da“  an der Komödie am Kurfürstendamm, Berlin. und weiteren Theatern.
Mit den Berlin Comedian Harmonists folgten Konzertauftritte im In- und Ausland, unter anderem in der Philharmonie Berlin, dem Concertgebouw Amsterdam, der Tonhalle Zürich, dem Kultur- und Kongresszentrum Luzern, der Philharmonie Luxemburg, dem Teatro Real Madrid, dem Library of Congress Washington sowie mehrere Italientourneen und von 2009 bis 2015 bei den Welttourneen von André Rieu.
Am Pfalztheater Kaiserslautern, am Theater Trier, bei den Burgfestspielen Bad Vilbel sowie am Badischen Staatstheater Karlsruhe war er der Pianist Erwin Bootz in Comedian Harmonists.
Den Schauspieler Walter Plathe begleitete er über zehn Jahre als Pianist bei dessen „Otto-Reutter-Abend“, in Kohlenpaul und Die Abenteuer des braven Soldaten Schwejk.

Seit 2024 wirkt er als Pianist in dem Theaterstück Marie-Antoinette – oder Kuchen für alle! mit Anna Thalbach mit.

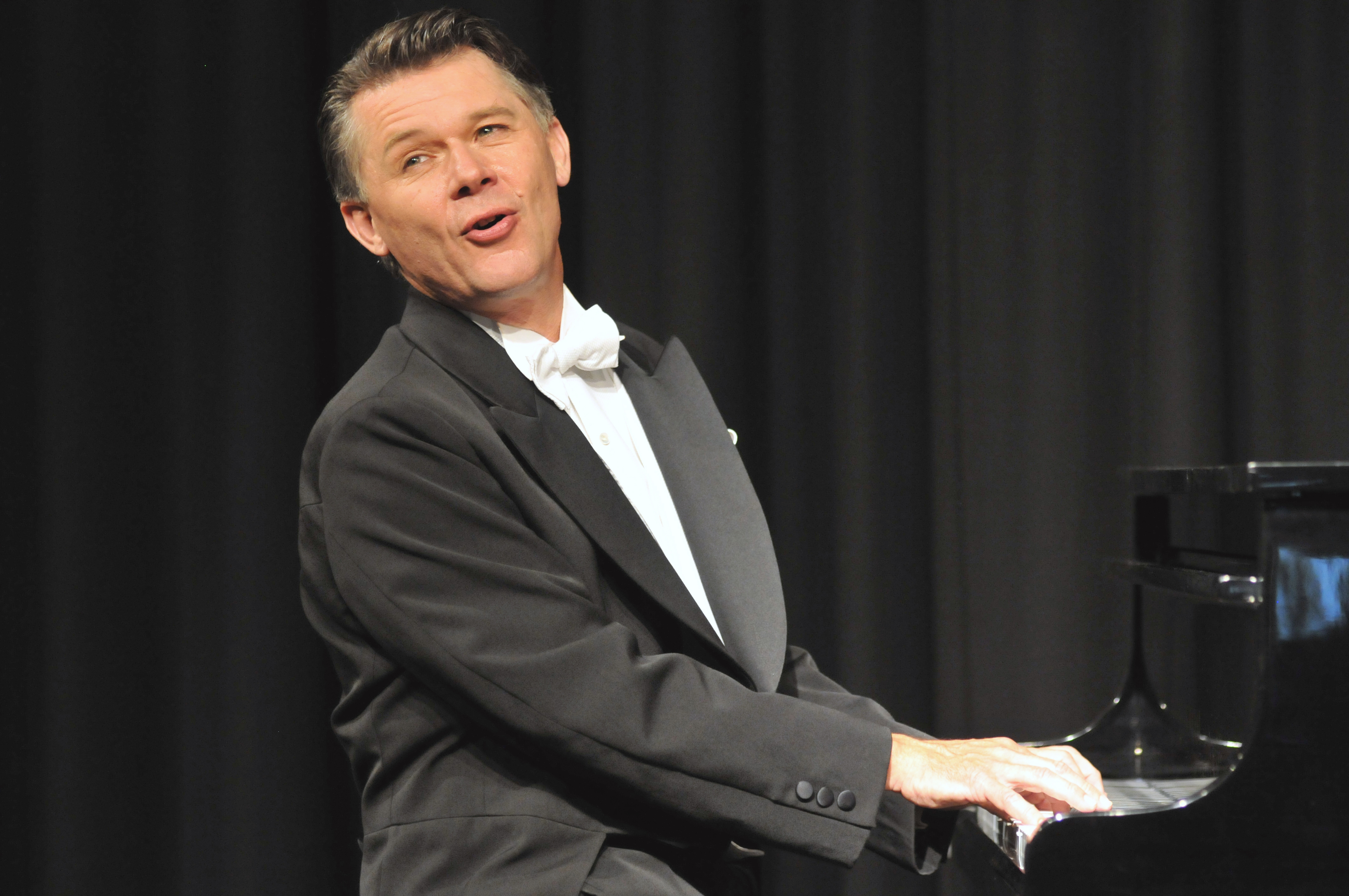
Horst Maria Merz

## Chansonnier
Neben seinem Georg Kreisler Chanson-Soloabend „Weil ich unmusikalisch bin“ tritt er als Chansonnier im klassisch-zeitgenössischen Bereich auf: in HK Grubers „Frankenstein!!“ (unter anderem Paris, Graz, München), in Friedrich Cerhas „1. Keintate“ (Salzburger Festspiele, Beethovenfest Bonn), als Hanns Eisler Interpret in „Geteilt – Vereint“ an der Frankfurter Oper mit dem „Ensemble Modern“.
2019 trat er beim Verbier Festival, Schweiz, als Chansonnier und Sprecher an der Seite von Daniel Hope, Thomas Hampson, in „Berlin 1938 – Das Schicksalsjahr“ auf und bei weiteren Aufführungen des von Daniel Hope konzipierten Konzerts folgten am Presidio Theatre San Francisco, beim Schleswig-Holstein Musikfestival und beim Beethovenfest Bonn.
Silvester 2024 trat er als Chansonnier zusammen mit Daniel Hope, Thomas Hampson, Nils Landgren und Kelly O'Conner in Daniel Hope an Friends am Festspielhaus Baden Baden auf.

## Schauspieler
Als Schauspieler trat er in einer Solorolle bei den Festspielen Mecklenburg-Vorpommern an der Seite des Geigers Daniel Hope in der europäischen Erstaufführung von Marc Neikrugs „Erinnerungen eines Außerirdischen in der Todeszelle“ auf.
An der Seite von Johanna von Koczian spielte er den Pianisten Cosme Mc Moon in Peter Quilters Theaterstück „Glorious“, einer Hommage an Florence Foster Jenkins.
Seit 2021 arbeitet er mit der Berliner Schauspielerin und Sängerin Antje Rietz zusammen: in dem turbulenten musikalischen Zweipersonenstück „Ludwig fun Beethoven!“ von Michael Postweiler unter der Regie von David Merz als vermeintlicher Ludwig van Beethoven  und in dem musikalischen Zweipersonen-Theaterstück „Legendär, Legendär“ beziehungsweise „Immer wieder geht die Sonne auf“ von Lars Wernecke.
Am Badischen Staatstheater Karlsruhe übernahm er die Rolle des Alter Njegus in „Die lustige Witwe“ und des Penizek in „Gräfin Mariza“.
Am Theater Ravensburg spielt er den Pianisten Cosme Mc Moon in dem Zweipersonenstück „Souvenir“ (Stephen Temperley), einer weiteren Hommage an Florence Foster Jenkins.

## Musikalischer Leiter
1996 bis 2002 hatte er die musikalische Leitung und Einstudierung der Revuen bei den Schlossfestspielen Ettlingen.
Als musikalischer Leiter und Co-Autor übernahm er die Einstudierung der Revue „Ein Tanz auf dem Vulkan“ am Alten Schauspielhaus Stuttgart (Uraufführung 2017) und am Theater Trier.
Seit 2018 hatte er die musikalische Leitung und Einstudierung an verschiedenen Theatern inne:
am Pfalztheater Kaiserslautern, am Theater Trier und bei den Burgfestspielen Bad Vilbel in „Comedian Harmonists“,
in der Komödie am Marquardt in Stuttgart und am Theater Trier in dem Hildegard-Knef-Portrait „Für mich soll’s rote Rosen regnen“,
am Pfalztheater Kaiserslautern in „Männer“ (Franz Wittenbrink),
bei den Burgfestspielen Bad Vilbel in „Spatz und Engel“  (Daniel Große Boymann) und „Sekretärinnen“ (Franz Wittenbrink).,
am Badischen Staatstheater Karlsruhe in Comedian Harmonists.

## Sprecher
Als Sprecher war er engagiert in:
„Ode an Napoleon“ (Arnold Schönberg / Lord Byron) am Badischen Staatstheater Karlsruhe,
„Die fromme Helene“ (Bernd Alois Zimmermann / Wilhelm Busch) bei den Salzburger Festspielen
„Die Geschichte vom Soldaten“ (Igor Strawinsky / C.F. Ramuz) bei den Festspielen Mecklenburg-Vorpommern.

## Auszeichnungen
- 1998 „Goldener Vorhang“ (Theaterpreis des Berliner Theaterclubs) mit den Berlin Comedian Harmonists
- 1999 „Kulturpreis“ der BZ mit den Berlin Comedian Harmonists
- 2017 Nominierung der Revue „Tanz auf dem Vulkan“ zum „Monika Bleibtreu Preis“ bei den Privattheatertagen in Hamburg

## Diskografie
CDs
Horst Maria Merz:
- Weil ich unmusikalisch bin
- Autos haben keine Augen
- Ach wie mich das aufregt!
- Ein Mann. Ein Piano

Berlin Comedian Harmonists:
- Veronika der Lenz ist da
- Ein Lied geht um die Welt
- Sabine
- Die Berlin Comedian Harmonists besuchen Frau Luna
- Die Liebe kommt, die Liebe geht